# Слепян Елла Валеріївна
Елла Валеріївна Слепян (нар. 27 травня 1968, місто Запоріжжя Запорізької області) — українська політична діячка, 1-й заступник голови Запорізької обласної державної адміністрації (2017—2019), тимчасовий виконувач обов'язків голови Запорізької обласної державної адміністрації (з 11 червня до 5 вересня 2019 року). Кандидат економічних наук (2012).

## Життєпис
У вересні 1985 — червні 1991 року — студентка Запорізького державного університету, «математика», математик, викладач.
У серпні 1990 — вересні 1991 року — вчитель математики вечірньої середньої школи № 20 міста Запоріжжя. У вересні 1991 — січні 1993 року — вчитель математики середньої школи № 70 міста Запоріжжя.
У січні 1993 — жовтні 1994 року — економіст 1 категорії Комітету у справах комунальної власності та приватизації Запорізького міськвиконкому.
У жовтні 1994 — жовтні 1996 року — економіст 1 категорії представництва Фонду держмайна України в місті Запоріжжі.
У жовтні 1996 — лютому 1997 року — виконувачка обов'язки начальника відділу постприватизаційної роботи і орендних відносин представництва Фонду держмайна України в місті Запоріжжі.
У лютому 1997 — листопаді 1999 року — начальник відділу комунальної власності управління комунальної власності Запорізької міськвиконкому.
У 1999 році закінчила Запорізьку державну інженерну академію, «економіка підприємства», економіст.
У листопаді 1999 — лютому 2002 року — заступник начальника управління комунальної власності Запорізької міської ради.
У лютому 2002 — жовтні 2004 року — заступник начальника Головного управління економіки Запорізької обласної державної адміністрації.
У жовтні 2004 — серпні 2005 року — 1-й заступник начальника Головного управління економіки Запорізької обласної державної адміністрації.
У серпні 2005 — грудні 2012 року — начальник Головного управління економіки Запорізької обласної державної адміністрації. У січні — березні 2013 року — директор Департаменту економічного розвитку і торгівлі Запорізької обласної державної адміністрації.
У березні — квітні 2013 року — помічник Запорізького міського голови.
У квітні 2013 — травні 2014 року — заступник директора Департаменту комунальної власності та приватизації Запорізької міської ради.
У травні 2014 — грудні 2016 року — директор Департаменту економічного розвитку і торгівлі Запорізької обласної державної адміністрації.
У грудні 2016 — березні 2017 року — заступник начальника Головного управління Державної фіскальної служби у Запорізькій області.
У березні — грудні 2017 року — заступник начальника Головного управління Державної фіскальної служби у Київській області.
З 7 грудня 2017 року до 2019 року — перший заступник голови Запорізької обласної державної адміністрації.
З 11 червня до 5 вересня 2019 року — тимчасовий виконувач обов'язків голови Запорізької обласної державної адміністрації.
У 2020 році — кандидатка на посаду міського голови Запоріжжя від партії «Наш край». Проте, на цю посаду було обрано Володимира Буряка.

## Нагороди та звання
- Почесне звання «Заслужений економіст України» (2016)[5]